# Bythaelurus lutarius
Bythaelurus lutarius — акула з роду Bythaelurus родини Котячі акули. Інші назви «мулова котяча акула», «коричнева котяча акула».

## Опис
Загальна довжина досягає 39 см. Голова видовжена й вузька. Морда округла. Очі відносно великі, мигдалеподібні, з мигальною перетинкою. За ними розташовані маленькі бризкальця. Ніздрі середнього розміру. Присутні носові клапани. Губні борозни короткі. Рот невеликий, сильно зігнутий. Зуби дрібні, з багатьма верхівками, з яких центральна найдовша. На щелепах зуби розташовані у декілька рядків. У неї 5 пар коротких зябрових щілин. Тулуб стрункий. Грудні плавці широкі. Має 2 маленьких спинних плавця. Передній спинний плавець дещо більше за задній. Передній спинний плавець починається навпроти черевних плавців, задній — анального плавця. Хвостовий плавець довгий, вузький, гетероцеркальний.

## Спосіб життя
Тримається на глибинах від 338 до 766 м, глибоководній частині континентального шельфу. Полює біля дна, бентофагом. Живиться глибоководними кальмарами, креветками, невеликими крабами, дрібною костистою рибою.
Статева зрілість самців настає при розмірах 31-34 см, самиць — 31-39 см. Це яйцекладна акула. Самиця відкладає 2 яйця. Народжені акуленята завдовжки 10 см.

## Розповсюдження
Мешкає уздовж узбережжя Мозамбіку, Танзанії, Кенії та Сомалі, а також західного узбережжя Індії.